# Список правителей Бадена
Список правителей Бадена — государства Священной Римской империи, а затем Германии. Оно образовалось на месте Брайсгау — средневекового графства в Швабии. Правители Бадена происходили из династии Церингенов.
Первым достоверно известным представителем рода считается Бертольд (Бецелин) (ум. в 1024 году), граф Ортенау. Основателем могущества Церингенов был его сын граф Бертольд I Бородатый, предъявивший, после смерти императора Генриха III, притязания на обещанное ему якобы Генрихом швабское герцогство. Вдова Генриха, императрица Агнесса, отдала этот лен Рудольфу Швабскому и сделала Бертольда взамен герцогом Каринтии и маркграфом Вероны (1061 год). Со смертью Бертольда I в 1078 году род Церингенов разделился на две линии: баденскую, сохранившуюся до наших дней, и церингенскую, две ветви которой угасли в мужском поколении в 1218 и 1439 годах.
Старший сын Бертольда, Герман I Святой (ум. в 1074 году), носивший титул маркграфа веронского, приобрёл путём брака баденские владения. Его сын Герман II с 1112 года именовался маркграфом Бадена. Потомки Германа II правили Баденом до 1918 года.

## МаркграфыБадена
- 1073—1130 : Герман II (маркграф с 1112)
- 1130—1160 : Герман III
- 1160—1190 : Герман IV

В 1190 году маркграфство Баден было разделено на две части между сыновьями Германа IV. Герман V возглавил основную линию Баденского дома, в то время как Генрих I получил в управление специально для него выделенное маркграфство Баден-Хахберг.
- 1190—1243: Герман V
- 1243—1250: Герман VI
- 1250—1268: Фридрих I и Рудольф I
- 1268—1288: Рудольф I
- 1288—1291: Герман VII, Рудольф II, Рудольф III и Хессо

После смерти Германа VII его сыновья разделили наследство, фактически провозгласив маркграфства Баден-Эберштайн для Фридриха II и Баден-Пфорцхайм — для Рудольфа IV и Германа VIII.
- 1291—1295: Рудольф II, Рудольф III и Хессо
- 1295—1297: Рудольф III и Хессо
- 1297—1332: Рудольф III и Рудольф Хессо
- 1332—1335: Рудольф Хессо
- 1348—1353: Фридрих III
- 1353—1372: Рудольф VI
- 1372—1391: Бернхард I и Рудольф VII
- 1391—1431: Бернхард I
- 1431—1453: Якоб I
- 1453—1454: Георг I
- 1453—1458: Бернхард II
- 1453—1475: Карл I
- 1475—1515: Кристоф I

После смерти Кристофа I маркграфство Баден было в 1535 году разделено между его сыновьями Бернхардом III и Эрнстом, основавшими маркграфства Баден-Баден и Баден-Дурлах.

### МаркграфыБаден-Хахберга
- 1190—1231: Генрих I
- 1231—1290: Генрих II

В 1290 году два сына Генриха II разделили власть в Баден-Хахберге: Рудольф I получил новое маркграфство Хахберг-Заузенберг, а Генрих III — оставшуюся часть Баден-Хахберга.
- 1290—1330: Генрих III
- 1330—1369: Генрих IV
- 1369—1386: Отто I
- 1386—1409: Иоганн и Хессо
- 1409—1410: Хессо
- 1410—1415: Отто II

В 1415 году Баден-Хахберг был объединён с Баден-Баденом.
- 1577—1590: Якоб II
- 1590—1591: Эрнст Якоб

#### МаркграфыХахберг-Заузенберга
- 1290—1313: Рудольф I
- 1313—1318: Генрих, Рудольф II и Отто
- 1318—1352: Рудольф II и Отто
- 1352—1384: Отто и Рудольф III
- 1384—1428: Рудольф III
- 1428—1441: Вильгельм
- 1441—1444: Хуго и Рудольф IV
- 1444—1487: Рудольф IV
- 1487—1503: Филипп

В 1503 году Хахберг-Заузенберг был присоединён к владениям основной линии Баденского дома.

### МаркграфыБаден-Пфорцхайма
- 1291—1300: Рудольф IV и Герман VIII
- 1300—1348: Рудольф IV
- 1348—1361: Рудольф V

### МаркграфыБаден-Эберштайна
- 1291—1333: Фридрих II
- 1333—1353: Герман IX

### МаркграфыБаден-Бадена
- 1515—1536: Бернхард III
- 1536—1569: Филиберт
- 1569—1588: Филипп II
- 1588—1594: Эдуард Фортунат
- 1594—1604: Эрнст Фридрих
- 1604—1622: Георг Фридрих
- 1622—1677: Вильгельм
- 1677—1707: Людвиг Вильгельм
- 1707—1761: Людвиг Георг Зимперт
- 1761—1771: Август Георг Зимперт

В 1771 году маркграфство Баден-Баден было объединено с Баден-Дурлахом.

### МаркграфыБаден-Дурлаха
- 1515—1552: Эрнст
- 1552—1553: Эрнст и Бернхард IV
- 1553—1577: Карл II
- 1577—1584: Анна Фельденцская
- 1584—1604: Эрнст Фридрих
- 1604—1622: Георг Фридрих
- 1622—1659: Фридрих V
- 1659—1677: Фридрих VI
- 1677—1709: Фридрих VII
- 1709—1738: Карл III Вильгельм
- 1738—1746: Карл Август (регент)
- 1746—1771: Карл Фридрих

После объединения с Баден-Баденом Карл Фридрих вновь принял титул маркграфа Бадена (вплоть до 1803 года).

## Курфюрст Бадена
- 1803—1806 : Карл Фридрих

## Великие герцоги Бадена
- 1806—1811: Карл Фридрих
- 1811—1818: Карл
- 1818—1830: Людвиг I
- 1830—1852: Леопольд
- 1852—1856: Людвиг II
- 1856—1907: Фридрих I
- 1907—1918: Фридрих II

## Главы великогерцогского дома
- 1918—1928: Фридрих II
- 1928—1929: Максимилиан
- 1929—1963: Бертольд
- 1963—2022: Максимилиан
- 2022— наст. время: Бернхард